# Andrij Wjaslow

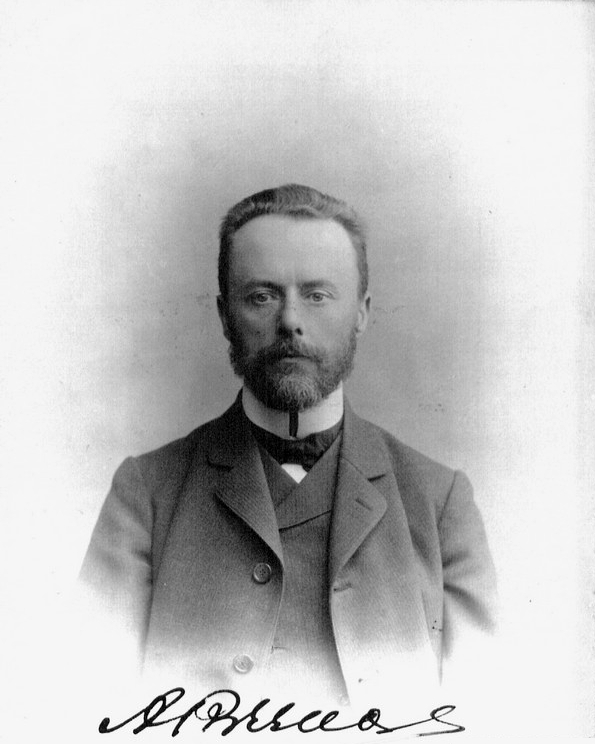
Andrij Wjaslow (1906)

Andrij Hryhorowytsch Wjaslow (ukrainisch Андрій Григорович В'язлов, russisch Андрей Григорьевич Вязлов Andrei Grigorjewitsch Wjaslow; * 1862 im Ujesd Wolodymyr-Wolynskyj, Gouvernement Wolhynien, Russisches Kaiserreich; † 16. Oktober 1919 in Kamjanez-Podilskyj, Ukrainische SSR) war ein ukrainischer Jurist und Politiker.

## Leben
Andrij Wjaslow kam als Bauernsohn im Ujesd Wolodymyr-Wolynskyj in der heute ukrainischen Oblast Wolyn zur Welt (eine weitere Quelle nennt das Dorf Брониці Bronyzi im Ujesd Mohyliw-Podilskyj des Gouvernements Podolien als Geburtsort). Er absolvierte 1890 die juristische Fakultät der St.-Wladimir-Universität in Kiew und arbeitete anschließend als stellvertretender Sekretär an den Amtsgerichten in Luzk und Schytomyr und als Sekretär des Bezirksgerichts in Schytomyr. Danach war er als Staatsanwalt im Ujesd Starokostjantyniw und von 1899 an als Richter am Bezirksgericht Swenyhorodka im Gouvernement Kiew tätig. Außerdem war er gesellschaftlich vielseitig engagiert und wurde während der Revolution von 1905 Mitglied der Konstitutionell-Demokratische Partei (Kadetten).
Am 21. April 1906 wurde er zum Abgeordneten des Gouvernement Kiew in die Erste russische Staatsduma gewählt. In der Duma setzte er sich, entgegen dem Programm seiner Partei, für die national-territoriale Autonomie der Ukraine ein. Außerdem befürwortete er die Autonomie Polens und die Verstaatlichung von Land. Als einer der Unterzeichner des Wyborger Manifestes am 10. Juli 1906 wurde er zu einer dreimonatigen Haftstrafe, Entzug des Wahlrechtes und dem Verbot gerichtlicher Tätigkeit verurteilt.
Nachdem sich die Duma aufgelöst hatte, kehrte er nach Kiew zurück, wo er ab 1907 in einer privaten Versicherungsgesellschaft tätig und in der Kiewer Proswita sowie der Gesellschaft der ukrainischen Progressiven (Товариство Українських Поступовців „ТУП“) und bei den Freimaurern (u. a. in der Großloge Grand Orient de France) aktiv war. Zudem war er Mitglied des linken Flügels des Kiewer Ausschusses der Kadetten und vom 23. bis 28. September 1906 Abgeordneter auf dem 4. Kongress der Konstitutionellen Demokratischen Partei der Kiewer Kadetten.
Ab Sommer 1915 gehörte er dem vom Ministerium für Bildung und Wissenschaft autorisierten Komitee der Allrussischen Union der Städte an der Südwestfront an und beteiligte sich während des Ersten Weltkrieges aktiv unter anderem  an der Unterstützung von Flüchtlingen aus Galizien und der Bukowina, organisierte die Krankenversorgung für die Verwundeten und die Errichtung von Wohnhäusern für Waisenkindern.
Während der Februarrevolution verließ er die Kadetten-Partei und schloss sich der ukrainischen Nationalbewegung an. Nach der Ernennung der Provisorischen Regierung wurde er im März 1917 Gouverneurskommissar von Wolhynien. Im März/April 1917 war er Mitglied das vorläufigen Zentralkomitees der Union der autonomen Föderalisten und im Juni desselben Jahres wurde er Mitglied der Ukrainischen Partei der sozialistischen Föderalisten. Im April 1918 wurde er Richter des obersten Gerichtes der Ukrainischen Volksrepublik. Im Ukrainischen Staat unter Pawlo Skoropadskyj war er von Juli 1918 an Generalrichter, Chef der Gefängnisverwaltung und ab dem 26. Juli 1918 Senator des Verwaltungsgerichts. Vom 24. Oktober bis 14. November 1918 war er, in Nachfolge von Mychajlo Tschubynskyj, Justizminister des ukrainischen Staates. 1919 war er Vorsitzender des Ukrainischen Roten Kreuzes.
Er starb im Oktober 1919 in der Stadt Kamjanez-Podilskyj an Typhus.